# Ђорђе Магарашевић (1857-1931)
Ђорђе Магарашевић (Шид, 28. јул 1857 — Слуњ, 13. децембар 1931) био је српски професор, филолог и књижевни историчар.

## Биографија
Рођен је 28. јула 1857. у Шиду, од мајке Марије, рођене Стојановић и оца Лазара Магарашевића. Његов деда Јован је био рођени брат Георгија Магарашевића, оснивача и уредника „Летописа“ Матице српске.
Основну школу је завршио у Сремској Митровици (1866—1869), гимназију у Сремским Карловцима (1869—1877), а затим је завршио славистику и класичну филозофију на Филозофском факултету у Загребу 1880. После тога је радио као наставник. Најпре је од 1881. био у Српској православној великој гимназији у Новом Саду, па је 1885. прешао у Карловачку гимназију. Предавао је српски, грчки и латински језик у вишим гимназијама. Године 1894. је постао члан Књижевног одељења Матице српске.
Био је ожењен Љубицом Лукач из Нових Карловаца. Имали су шесторо деце, међу којима је Бранко Магарашевић.
Написао је велики број радова из области историје, српске књижевности, школства и позоришта. Своје чланке је објављивао у „Јавору“, „Стражилову“, „Летопису“ Матице српске, „Бранковом Колу“, „Раду“ ЈАЗУ, „Нади“ и „Позоришту“.
Године 1911. се преселио у Загреб, где је седам година радио као референт за народно-црквене послове.
После Првог светског рата постао је директор Женске гимназије у Загребу. Пензионисао се 1924. године.

## Дела
- „Мала српска граматика за српске народне школе“, Нови Сад (1883)
- „Приповетке из Старог и Новог завета“, Нови Сад (1884)
- „Његова светлост патријарх српски Георгије Бранковић и српска просвета“, Сремски Карловци (1900)
- „Рад дра Јована Суботића на школској књизи“, Загреб (1902)
- „Живот и књижевни рад Никанора Грујића“, пакрачког владике, Загреб (1904)
- „Педесет година свештенства његове светлости Георгија Бранковића, патријарха српског“, Сремски Карловци (1905)
- „Споменица о педесетогодишњици свештеничке службе Георгија Бранковића“, Сремски Карловци (1906)
- „Патње под облацима и над облацима“, од Жила Верна, превод с француског